# Ulrich Klaes
Ulrich Klaes   (Essen, 1 de febrer de 1946) és un jugador d'hoquei sobre herba alemany, ja retirat, que va competir sota bandera de la República Federal Alemanya durant la dècada de 1970.
El 1972 va prendre part en els Jocs Olímpics d'Estiu de Munic, on va guanyar la medalla d'or en la competició d'hoquei sobre herba. Entre 1971 i 1972 va disputar 9 partits amb la selecció alemanya.
A nivell de clubs va jugar al Rot-Weiß Köln, amb qui guanyà la lliga d'Alemanya Occidental de 1972 a 1974.